# Полни диморфизам мозга
Полни диморфизам мозга представљају разлике у појединим карактеристикама мозга код мушкараца и жена.
Истраживања показују да очигледне разлике у понашању између жена и мушкараца имају основу у функционисању њиховог нервног и ендокриног система. Ова функционална разлика морала би бити заснована на извесној морфолошкој основи.
Утврђене су извесне структурне разлике између мозга жена и мушкараца: 
- у укупном волумену (мушки мозак је за 15% већи);
- у волумену неколико неуронских једара и трактова;
- у броју и типу нервних и глијалних ћелија различитих структура;
- у броју и типу синапси.[2]

Многа истраживања сексуалног диморфизма мозга, поготово истраживања у подручју омера сиве и беле масе, као и величине највеће комисуре мозга, corpus callosum, дају опречне резултате који првенствено зависе од примењене методе истраживања. Са друге стране, за један број можданих структура, попут хипоталамуса и појединих делова коре великог мозга, недвосмислено је утврђен јасно изражен полни диморфизам који се испољава на морфолошком и функционалном нивоу. Ипак, и данас један број истраживача поставља сумњу у тврђење да су уочене разлике у понашању између мушкараца и жена, разлике у когнитивним способностима и различит степен ризика за развој неуролошких и психијатријских обољења, директна последица сексуалне диференцијације нервног система, односно мозга.